# چلسی منینگ
چلسی الیزابت منینگ (به انگلیسی: Chelsea Manning) (زادهٔ ۱۷ دسامبر ۱۹۸۷ با نام پیشین بردلی ادوارد منینگ) سرباز آمریکایی است که در سال ۲۰۱۰ به اتهام در اختیار قرار دادن اطلاعات طبقه‌بندی شده به سایت ویکی‌لیکس در ماه مه سال ۲۰۱۰ و هنگام خدمت ارتش، در عراق بازداشت شد و سپس به کویت و از آنجا به خاک آمریکا منتقل شد. از آن زمان در سلولی در پایگاه نظامی کوانتیکو در ایالت ویرجینیا زندانی بود تا این که با دستور عفو باراک اوباما در ۱۷ مه ۲۰۱۷ از زندان آزاد شد. وی در نخستین جلسه دادگاه نظامی در ۲۳ فوریه ۲۰۱۲ که در فورت مید ایالت مریلند آمریکا برگزار شد، از قبول یا رد اتهامات خودداری کرد.
وی متهم است هزاران سند طبقه‌بندی شده آمریکا را که به صورت رایانه‌ای در اختیار داشته در زمان اعزامش به عراق در اختیار پایگاه اینترنتی ویکی لیکس قرار داده‌است. وی اخیراً نیز توسط متخصصان نهادهای امنیتی آمریکا متهم شده که نشانه‌های ورود غیرقانونی به یک وب سایت محرمانه دولت آمریکا نیز توسط چلسی منینگ نظامی آمریکایی وجود دارد که این اقدام نیز وی را به دادن اطلاعات طبقه‌بندی شده آمریکا به پایگاه اینترنتی ویکی‌لیکس متهم می‌کند. وکلای چلسی منینگ، عامل یکی از بزرگ‌ترین موارد نشت اسناد محرمانه آمریکا، می‌گویند که او در زندانی در ویرجینیا دست به خودکشی زده‌است.
به گفته وبسایت بی‌بی‌سی فارسی، در تاریخ ۱۳ مارس، مقامات زندان محل نگه داری وی اعلام کردند که وی اقدام به خودکشی کرده‌است. مقامات «وقوع یک اتفاق» برای چلسی منینگ ۳۲ ساله را تأیید کرده و اعلام کردند که او در حال حاضر نجات پیدا کرده‌است.
وی که خداناباور است صریح‌اللهجه از خانواده‌ای مذهبی از یک جامعهٔ روستایی محافظه‌کار در ایالت اوکلاهما است.
بسیاری از هوادارن منینگ معتقدند اگر به خاطر جسارت او در افشای این مدارک نبود، انقلاب‌های مردمی اخیر در خاورمیانه رخ نمی‌داد و او را یک قهرمان می‌دانند.
در مقابل، عده‌ای وی را فردی خائن می‌دانند که اطلاعات سرّی کشورش را افشا کرد.
نام وی در سال ۲۰۱۳ جزء ۲۵۶ نفر نامزد اولیه دریافت جایزه صلح نوبل قرار گرفت؛ که هوادارانش جهت راهیابی وی به مرحله دوم اقدام به جمع‌آوری امضاء نمودند.
چلسی منینگ، همکار وبسایت ویکی‌لیکس خود اعتراف کرده که ۷۵۰ هزار سند نظامی و دیپلماتیک را در اختیار گروه افشاگر ویکی‌لیکس قرار داده اما گفته‌است قصد ضربه‌زدن به امنیت ملی را نداشته‌است. وی هدف از این کار را برانگیختن بحث عمومی دربارهٔ سیاست خارجی ایالات متحده دانسته‌است. منینگ در مجموع با ۲۱ اتهام مواجه است. او به ارتکاب ۱۰ مورد از این اتهامات اعتراف کرده‌است. دادگاهی در آمریکا این سرباز آمریکایی را در مورد اتهام «جاسوسی» گناهکار و دربارهٔ اتهام «کمک به دشمن» بی‌گناه دانست. این دادگاه نظامی چلسی منینگ را به علت درز اطلاعات محرمانه به بیش از ۹۰ سال زندان محکوم کرد. اقدام چلسی منینگ، بزرگترین مورد درز اطلاعات طبقه‌بندی‌شده در تاریخ آمریکا محسوب می‌شود. محاکمه منینگ در پادگان «فورت مید» ایالت مریلند برگزار می‌شود که مقر سازمان امنیت ملی، بزرگ‌ترین سازمان جاسوسی آمریکاست.
منینگ در روز ۱۴ اوت ۲۰۱۳ (۲۳ مرداد ۱۳۹۲) برای شنیدن حکم دادگاه نظامی در فورت مید ایالت مریلند حاضر شد. منینگ در دادگاه گفت: «من بابت آسیب رساندن به مردم عذرخواهی می‌کنم. من بابت آسیب رساندن به آمریکا متاسفم. من بابت هر آسیب ناخواسته‌ای که از محل عمل من به کسی رسیده عذرخواهی می‌کنم. سه سال گذشته (در بازداشت) درس‌های خوبی به من آموخت.»
در ۲۱ اوت ۲۰۱۳ (۳۰ مرداد ۱۳۹۲) سرهنگ دنیس لیند، قاضی دادگاه نظامی در فورت میدِ مریلند، چلسی منینگ را ضمن اخراج از ارتش به ۳۵ سال زندان محکوم کرد. همچنین به گفته قاضی، مدت زمانی که منینگ در بازداشت بوده به اضافه ۱۱۲ روز از محکومیت او کم خواهد شد. دیوید کومبز، وکیل این سرباز، گفته‌است او باید دست‌کم هفت سال از دوره مجازاتش را در زندان بگذارند تا بعد بتواند درخواست آزادی مشروط بدهد. کومبز از باراک اوباما، رئیس‌جمهوری آمریکا درخواست کرده که منینگ را عفو کند. او همچنین گفته‌است برای این حکم، درخواست تجدیدنظر می‌دهد. منینگ دوره محکومیتش را در شهری در ایالت کانزاس آمریکا خواهد گذارند. دادستان‌های نظامی آمریکا، منینگ را «یک خائن جویای نام» خوانده‌اند و خواسته بودند برای او حکم ۶۰ سال حبس صادر شود تا درس عبرتی برای افشاگران اطلاعاتی در آینده باشد.
در ۱۷ ژانویه ۲۰۱۷ دولت بارک اوباما اعلام کرد که منینگ را بخشیده و او در تاریخ ۱۷ مه ۲۰۱۷ آزاد خواهد شد. این دستور شخصاً از سوی بارک اوباما در یکی از روزهای نهایی فعالیتش به عنوان رئیس‌جمهور آمریکا به اجرا درآمد.

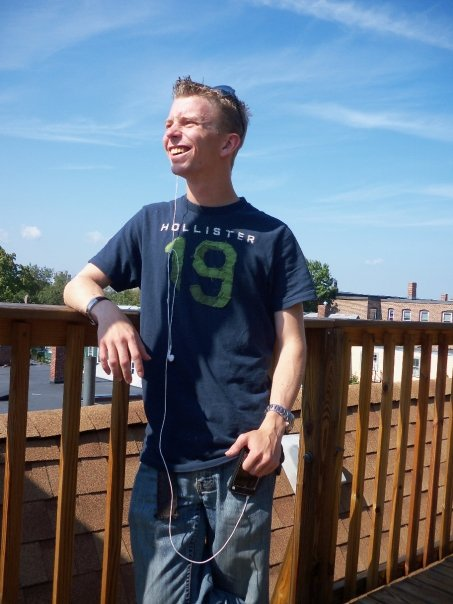
چلسی منینگ، ۲۰۰۹

## آشکارسازی به عنوانزن ترنس
در ۲۳ اوت ۲۰۱۳ (۱ شهریور ۱۳۹۲) منینگ اعلام کرد که یک زن ترنس و از این پس به‌طور آشکار عنوان یک زن زندگی کند. او در بیانیه‌ای خطاب به تلویزیون آمریکایی ان‌بی‌سی، نوشته‌است: «من چلسی منینگ هستم؛ یک زن.» او به‌ناگهان اعلام کرد که قصد دارد هورمون درمانی را آغاز کند و می‌خواهد که او را چلسی صدا بزنند. به گفته دیوید کومبز (وکیل منینگ)، اگر مقامات به منینگ خدمات هورمون‌درمانی ندهند، این سرباز قصد دارد با اقدام قانونی آنان را وادار کند که چنین کنند. کومبز گفته‌است سرباز منینگ تصریح نکرده که آیا قصد دارد عمل جراحی تطبیق و بازتایید جنسیت انجام دهد یا نه.
شاهدانی که برای دفاع از سرباز منینگ به دادگاه آمده بودند، از جمله روانپزشکان او، شهادت داده بودند که این سرباز گفته بود که او یک زن ترنس است. سرپرست سابق سرباز منینگ در ارتش هم در دادگاه شهادت داد که او برایش عکسی از خود با یک کلاه‌گیس بلوند و رژ لب بر صورت فرستاده بود. منینگ در سال ۲۰۰۷ برای تأمین هزینه دانشگاهش و همچنین طبق دفاعیه‌اش در دادگاه نظامی، برای از بین بردن میلش به زن‌بودن به ارتش آمریکا پیوست.
والدین او در دوران نوجوانی‌اش، از هم طلاق گرفتند و او از آن پس همراه مادرش برای زندگی به ولز در بریتانیا مهاجرت کرد. برخی گزارش‌ها حاکی از آن است که او در ولز به خاطر همجنس‌گرایی مورد آزار قرار می‌گرفت.

## موضع‌گیری جولین آسانژ
جولین آسانژ، پایه‌گذار وبسایت ویکی‌لیکس، حکم دادگاه علیه منینگ، نظامی آمریکایی همکار این وبسایت را به شدت تقبیح کرد. آسانژ گفت: «این نخستین حکم جاسوسی علیه یک فرد افشاگر در ایالات متحده و سابقه‌ای خطرناک و نمونه‌ای از افراط‌گرایی در زمینه امنیت ملی است.» وی حکم دادگاه را «کوته‌نگرانه» توصیف کرد و گفت باید این حکم لغو شود. جولین آسانژ همچنین هشدار داد که نباید اجازه داد تا منابع اطلاعاتی رسانه‌ها به جاسوسی متهم شوند و افزود که چنین اقدامی به معنی تهاجم به امنیت روزنامه‌نگاری در ایالات متحده است. وظیفه تمامی رسانه‌ها این است که از منابع کسب اطلاعات خود حفاظت کنند و در صورت لزوم، از آنان حمایت قانونی و سیاسی به عمل آورند.

## فیلم مستند ما اسرار را می‌دزدیم: داستان ویکی لیکس
ما اسرار را می‌دزدیم: داستان ویکی لیکس ساخته الکس گیبنی فیلمی مستند است که به افشاگرهای ویکی لیکس، ژولین آسانژ و چلسی منینگ پرداخته‌است، این فیلم در سال ۲۰۱۳ ساخته شد.

### موضوعات فیلم
در این فیلم دولت آمریکا می‌گوید انتشار این اسناد جان انسان‌ها (سربازان آمریکایی و شهروندان افغان) را به خطر انداخته و ژولیان آسانژ، در یک گفتگوی تلفنی که در این فیلم وجود دارد به‌طور مشخص در پاسخ به این موضوع می‌گوید که این اسناد باید انتشار پیدا کنند، حتی به قیمت جان اشخاص.
فیلم تأکید می‌کند که آسانژ این اسناد را در اختیار روسیه یا چین قرار نداده، بلکه با باور اطلاع‌رسانی بدون سانسور، آنها را منتشر کرده تا در دسترس «عموم مردمی که باید آگاه شوند»، قرار بگیرد.
فیلم ماجرای هک کردن ناسا در سال ۱۹۸۹ را که فیلم با آن آغاز می‌شود، تلویحاً به آسانژ ربط داده‌است.
داستان دو دختر سوئدی که از آسانژ شکایت کرده‌اند، به عنوان پرسش مطرح شده‌است.
در این فیلم ژولیان آسانژ در خانه، در کنفرانس‌ها و سخنرانی‌ها، موقع کار، هنگام مصاحبه، عکس او را بر صفحه نخست چندین روزنامه، و در لندن، زمانی که با مسئولان روزنامه گاردین برای انتشار اسناد قرار می‌گذارد، دیده می‌شود.
مصاحبه‌های فیلم: مصاحبه با نزدیک‌ترین همکاران ویکی لیکس و همچنین مقامات واشینگتن (از جمله رئیس سابق سیا).
در پایان فیلم گفته می‌شود: کمترین سود ویکی لیکس این بود که دولت‌ها بیشتر مراقب کردار خود باشند؛ و با این پرسش اساسی به پایان می‌رسد که چرا چلسی منینگ، آسانژ را برای فرستادن اطلاعاتِ افشاگرانه برگزید؟